# Aeschynomene upembensis
Aeschynomene upembensis är en ärtväxtart som beskrevs av J.Leonard. Aeschynomene upembensis ingår i släktet Aeschynomene och familjen ärtväxter. Inga underarter finns listade i Catalogue of Life.